# John Scudamore (1er vicomte Scudamore)
John Scudamore, 1er vicomte Scudamore (22 mars 1601 - 19 mai 1671) est un diplomate et homme politique anglais qui siège à la Chambre des communes à plusieurs reprises entre 1621 et 1629. En 1628, il est créé vicomte Scudamore dans la pairie irlandaise.

## Biographie
Scudamore est le fils aîné de James Scudamore, de Holme Lacy, Herefordshire, et de Mary Scudamore, fille de Thomas Throckmorton. Il s'inscrit au Magdalen College d'Oxford le 8 novembre 1616 et est admis au Middle Temple en 1617. À partir de novembre 1618, il voyage en France, et revient l'année suivante après la mort de son père. Son grand-père, John Scudamore lui obtient le titre de baronnet le 1er juin 1620 lui donnant une préséance locale de trois ans.
En 1621, Scudamore est élu député du Herefordshire. Il est nommé juge de paix en 1622. En 1622, il entretient une chaleureuse amitié avec William Laud (plus tard archevêque de Cantorbéry) et suit ses opinions religieuses. Il restaure notamment l'église de l'Abbaye Dore, l'église de l'ancienne abbaye cistercienne, dont les biens sont revenus à sa famille lors de la dissolution. Il l'a fait dans le plus pur style laudien. Il travaille également sur d'autres églises et dote certaines de dîmes inappropriées. Scudamore succède à son grand-père dans le domaine familial en 1623. Il fait partie du Conseil des Marches le 25 août 1623. En 1624, il est réélu député du Herefordshire. Il est créé baron Dromore et vicomte Scudamore dans la pairie d'Irlande le 1er juillet 1628. Toujours en 1628, il est élu député de Hereford et siège jusqu'en 1629, date à laquelle le roi Charles décide de gouverner sans parlement pendant onze ans.
De 1635 à 1639, Scudamore est ambassadeur en France et suscite la polémique en ornant la chapelle de l'ambassade dans le style laudien. Cependant, le comte de Leicester, résolument protestant, est nommé ambassadeur extraordinaire à sa tête, de sorte qu'ils ne peuvent s'entendre sur la politique.
Scudamore n'est pas particulièrement actif à son retour en Angleterre et sa première participation à la guerre civile anglaise est limitée. Il est l'un des « neuf dignes » - neuf juges qui forment la direction royaliste du Herefordshire à l'été 1642. En partie à cause de sa rivalité avec Coningsby pour le contrôle du Herefordshire, Hereford est cédé à une petite force parlementaire en 1643. Scudamore est envoyé à Londres comme délinquant et y reste assigné à résidence jusqu'en 1647. Après la Restauration anglaise, il reprend divers offices locaux.
En 1615, Scudamore épouse Elizabeth Porter, fille de Arthur Porter de Llanthony, Monmouthshire, et sa femme Ann Danvers, fille de John Danvers, de Dauntsey, Wiltshire,. Un tableau de Marcus Gheeraerts le jeune est commandé pour commémorer cela.
Scudamore est décédé à l'âge de 70 ans. Il est remplacé dans ses titres par son petit-fils, John Scudamore.